# Свети Атанасий (Бобошево)
Вижте пояснителната страница за други значения на Свети Атанасий.
„Свети Атанасий“ е късносредновековна българска църква в град Бобошево, област Кюстендил.
Църквата се намира върху обширна тераса в градските гробища, в т.нар. Горна махала на град Бобошево. Малка, еднокорабна църква с полукръгла апсида и с анти. Дълга е 8 м и широка 5 м. (външни размери). От лявата страна на апсидата се намира проскомидийната ниша, а вдясно – четвъртита, на диаконика. На северната страна има малка, полукръгла ниша – умивалня. Църквата е имала сводово покритие, което при реставрацията и е заменено със стреховидно. През XVIII век е прибавен закрит притвор, а през 1926-27 г. е изграден нов притвор с трапезария. Стените на първоначалната църква, дебели 0,70 м. са каменни. Църквата е била изписана изцяло отвътре, а западната фасада – и отвън, съобразно установения канон. Съгласно получетливия ктиторски надпис на южната стена църквата е построена през 1590 или 1600 г. До 29 октомври 1862 г. тя е главна църква на селото и в нея се черкуват бобошевци и хора от съседните села. След построяването на голямата църква „Света Богородица“, „Свети Атанасий“ е превърната в гробищна църква.
През есента на 2009 г. църквата е частично обновена (направена е външна изолация и боядисване, поставена е ПВЦ дограма) от местни ентусиасти. Ремонта е направен без съгласуване с НИПК – София и РИМ – Кюстендил, като е подменен автентичния външен облик на сградата.
Стенописите в олтарната апсида и патронната ниша над входа са дело на банския зограф Димитър Молеров. Стенописите в църквата са в много лошо състояние, покрити с дебел слой сажди и прах, но за щастие, не са „обновени“ при ремонта и очакват вещата намеса на специалисти-реставратори.
Църквата е архитектурно-строителен паметник на културата от местно значение (ДВ, бр.77/1972 г.) и архитектурно-художествен паметник на културата с национално значение (ДВ, бр.38/1972 г.).

## Галерия
- църквата преди ремонта
- църквата след ремонта
- Исус Христос – Ветхий Денми
- Исус Христос – Ангел от Великия съвет
- Преображение
- Влизане в Йерусалим
- Жените на гроба Господен
- Св. Мардарий – медальон